# Papeterie de Raon
La Papeterie de Raon à Raon-l'Étape a été fondée en 1880 par Camille Metenett sous le nom de Papeterie Metenett & Cie. En 1983, l'entreprise est intégrée au groupe Matussière et Forest. À la suite de la liquidation du groupe Matussiére et Forest en 2006, elle est reprise par les cadres sous le nom Papeterie de Raon. De 2010 à 2013, la société a été une entité du groupe GreenDustries qui a déposé le bilan.
En 2014, l'usine est reprise par le groupe italien Carteria Galleria avec en support juridique la société Papeterie Raon placée elle-même en liquidation judiciaire début 2018.
En juillet 2018, CVB Ecologistics annonce la reprise du site, 3 millions d'investissements pour recycler des briques alimentaires et l'embauche de 30 salariés.
La société porte le nom de Raon Circular Regeneration, en abrégé RCR.

## Histoire
C'est en 1880 que Camille Metenett (1835-1899) crée sa papeterie à Raon-l'Étape sur le site de La Neuveville-lès-Raon (Vosges). Le site est idéalement placé sur un bras de la Meurthe, où la réalisation d'un barrage a permis la mise en œuvre d'une turbine de 360 chevaux pour fabriquer la pâte de bois mécanique nécessaire à la production. Elle fut construite entièrement en rez-de-chaussée et contenait un matériel remarquablement perfectionné. L'usine utilisa dès l'origine la cellulose au bisulfite ; elle fut une des premières en France à employer cette technique de fabrication du papier pour remplacer le chiffon.
Le gendre de Camille Metenett, Xavier Schwindenhammer (1857-1950), originaire de Turckheim, dans le Haut-Rhin, où il était né dans une famille de papetiers, lui succéda à la tête de l'entreprise.
Puis son fils Jean Schwindenhammer (1893-1981) dirigea la papeterie jusqu'à la fin dans les années 1950. Son fils Hubert Schwindenhammer (1930-1991) lui succéda jusqu'en 1983 date de cession de la papeterie au groupe Matussiére et Forest.

## Développement de 1880 à nos jours
- La production de l’entreprise atteindra sur la première machine (de 1,65 mètre de largeur) un maximum de 3 500 kg puis sur la seconde machine (de 1,30 mètre de largeur) une moyenne de 1 500 kg. Monsieur Metenett exposera une riche collection de papier couleur pour pliage et impression, des bobines de papier blanc pour journaux puis de papier bulle pour enchemisage satiné d’un seul côté. Il participa à l'Exposition Universelle de Paris en 1889 où un Diplôme Commémoratif lui fut décerné le 29 septembre 1889 dans la classe N°58 Groupe VI catégorie "Pertes de bois divers et Chiffons", ce qui signifierait à ce jour des Produits issus de recyclage du bois et des chiffons.
- Approvisionnement en bois, création de la râperie des Évelynes à Grange-sur-Vologne à l'emplacement d'une ancienne scierie qui existe toujours. Le bois y était transformé en copeaux puis était transporté par camion tous les jours à la papeterie. La râperie fut arrêtée en 1958.
- Achat vers 1920 de la célèbre papeterie du Val d'Ardiéres datant du XVe siècle et qui appartenait aux frères Montgolfier. À sa reprise, elle produisait du papier à base de chiffon, environ 2 tonnes par jour. Elle fonctionnait avec la force hydraulique qui actionnait des piles à papier. La papeterie fut équipée d'une machine moderne pour du papier pelure servant d'intercalaire entre les liasses de papier carbone. Elle employait 80 personnes dans les années 1930 et fut dirigée par le frère de Xavier, Robert Schwindenhammer jusqu'à la fin de la 2e guerre. La papeterie fut revendue par Jean Schwindenhammer (fils de Xavier) en 1957 après avoir servi de refuge à toute la famille Schwindenhammer au début de la guerre de 1940. La machine à papier d'origine qui équipait la papeterie fut revendue vers 1980 et achetée par des Népalais et transférée au Népal où elle tourne toujours.
- La papeterie Metenett comptait avant la 2e guerre mondiale, jusqu’à 6 machines à papier. Après les destructions et l’incendie de l'usine en 1944, il ne restait plus que 2 machines en fonctionnement. La modernisation principale fut la mise en route de la machine 4 en 1957 qui fut équipée en 1963 du sécheur de la machine à papier de la papeterie de Turckheim détruite par un incendie, puis de la machine 5 en 1973.
- En 1974, regroupement avec les papeteries Boucher de Rambervillers. Puis en 1977, la papeterie fusionne avec la Société André Scherb et le nom devient Société des papeteries Scherb et Metenett. Par rachat des actions à la famille Schwindenhammer en 1983, les Papeteries Matussière & Forest[4] en sont devenues les propriétaires.
- En 2006, à la suite du dépôt de bilan du groupe Matussiére et Forest, la papeterie à Raon est reprise par les cadres sous le nom Papeterie de Raon.
- Depuis 2010 la papeterie est intégrée dans le groupe GeenDustries packaging[5] et s'est spécialisée sur l'emballage durable pour les restaurants de fast-food[6].
- 9 septembre 2013, nouveau dépôt de bilan, avec redressement judiciaire d'une durée de 6 mois.
- 23 novembre 2014; mise en liquidation judiciaire.
- 24 novembre 2014, cession de l'entreprise.
- À partir du 1er novembre 2014, la société italienne Carteria Galleria (Padoue) qui travaille dans le secteur de l'emballage, reprend l'usine sous le nom : Papeterie Raon (sans lien juridique avec la précédente)
- le 17 octobre 2017, l'entreprise qui fournit tous les emballages de Mac Donald en France mais accuse un déficit d'exploitation de 4 millions d'euros en 2017 est placée en redressement judiciaire[7],[8].
- M. Marenghi a volé une machine de la société.
- le 13 février 2018, le redressement est converti en liquidation et les 68 salariés sont licenciés[9].
- Juillet 2018, un industriel reprend le site pour recycler des briques alimentaires[2].